# Ээнмаа, Иви
Иви Ээнмаа (2 июня 1943) — советский и эстонский библиотековед, библиотечный, общественный и политический деятель.

## Биография
Родилась 2 июня 1943 года. В 1968 году поступила в МГИК, который она окончила в 1973 году. В 1973 году была принята на работу в библиотеку имени Фр. Крейцвальда на должность библиотекаря и проработала до 1984 года. В 1984 году была избрана директором данной библиотеки. Благодаря её директорству, изменилась концепция работы библиотеки, плавно библиотека превратилась из обычной в национальную, а чуть позже библиотека вышла на европейский уровень популярности. В 1995 году на базе данной библиотеки открылся центр информации и документации Совета Европы. В 1976 году была избрана доцентом Таллинского ПИ, работает в качестве штатного сотрудника в университетах Австралии, США, Финляндии и Швеции.

## Научные работы
Основные научные работы посвящены проблемам библиотечного дела. Автор свыше 40 научных работ, опубликованных как на русском, так и на эстонском языках.

## Награды
- Орден Белой звезды 4 класса (3 февраля 2003 года)[1]
- Крест Признания 3 класса (11 мая 2023 года, Латвия)[2]
- Командор со звездой ордена Заслуг (1 июля 1998 года, Норвегия)[3]